# Mosze Biderman
Mosze Biderman (ur. 1776 w Lelowie, zm. 1851 w Jerozolimie) – rabin, w latach 1814–1851 cadyk chasydzkiej dynastii Lelow, syn Dawida Bidermana (1746–1814), ojciec Eleazara Mendla Bidermana (1827–1882).
Pod koniec życia przeniósł siedzibę dynastii do Jerozolimy.